# Ryan Cullen
Ryan Cullen (ur. 26 marca 1991 roku) – irlandzki kierowca wyścigowy, jeżdżący z brytyjska licencją.

## Życiorys
W wyścigach samochodowych Cullen zadebiutował w wieku 21 lat. W prywatnym zespole jego rodziny zaliczył pełny sezon w Brytyjskiej Formule Ford. Cullen regularnie plasował się w czołowej szóstce, a pod koniec sezonu dwukrotnie wygrał wyścig. Ostatecznie zmagania zakończył na 6. miejscu.
W październiku wystartował w dwóch rundach Brytyjskiej Formuły Renault BRDC. Pierwszy start był ostatnią rundą sezonu letniego cyklu, na torze Silverstone. Cullen zdobył punkty w pierwszym wyścigu, dojeżdżając na siedemnastej pozycji. Dzięki temu został sklasyfikowany na 34. pozycji. Drugi natomiast miał miejsce w jednej z dwóch eliminacji zimowej edycji (na Brands Hatch). Pozycje w czołowej dziesiątce uplasowały go na 12. miejscu w końcowej klasyfikacji.
W styczniu Cullen wziął udział w dwóch rundach serii Toyota Racing Series, odbywającej się w przerwie zimowej, na Antypodach. Wystąpił w sześciu wyścigach, a jego najwyższą pozycją była trzynaste miejsce. W klasyfikacji generalnej zajął 20. pozycję.
Irlandczyk otrzymał szansę testów z ekipą Marussia Manor Racing, startującą w Serii GP3. Ostatecznie podpisał z nimi kontrakt na sezon 2013. Jednak w żadnym z szesnastu wyścigów, w których wystartował, nie zdołał zdobyć punktów. Ostatecznie został sklasyfikowany na 29 pozycji w klasyfikacji końcowej.
Na sezon 2014 Cullen przedłużył kontrakt z brytyjską ekipą Marussia Manor Racing na starty w Serii GP3, a po wycofaniu się tego zespołu, zmienił ekipę na Trident. Wystartował łącznie w szesnastu wyścigach, jednak nie zdobywał punktów. W drugim wyścigu w Austrii uplasował się na trzynastej pozycji, co było jego najwyższym wynikiem w sezonie. Został sklasyfikowany na 25 miejscu w końcowej klasyfikacji kierowców.

## Wyniki

### GP3
| Legenda oznaczeń w tabelach wyników Wyświetl szablon na nowej stronie | Legenda oznaczeń w tabelach wyników Wyświetl szablon na nowej stronie                                                                     |
| Oznaczenie                                                            | Wyjaśnienie |
| --------------------------------------------------------------------- | --- |
| Złoty                                                                 | Zwycięzca lub mistrzostwo |
| Srebrny                                                               | 2. miejsce lub wicemistrzostwo |
| Brązowy                                                               | 3. miejsce lub II wicemistrzostwo |
| Zielony                                                               | Ukończył, punktował (w klasyfikacji generalnej, gdy zdobył co najmniej jeden punkt na przestrzeni sezonu, poza trzema powyższymi opcjami) |
| Niebieski                                                             | Ukończył, nie punktował (w klasyfikacji generalnej, gdy nie zdobył co najmniej jednego punktu na przestrzeni sezonu)                      |
| Czerwony                                                              | Nie zakwalifikował się (NZ) |
| Czerwony                                                              | Nie prekwalifikował się (NPK) |
| Różowy                                                                | Nie ukończył (NU) |
| Różowy                                                                | Niesklasyfikowany (NS) (w klasyfikacji generalnej, gdy nie został sklasyfikowany w żadnym wyścigu sezonu)                                 |
| Czarny                                                                | Zdyskwalifikowany (DK) |
| Czarny                                                                | Wykluczony (WYK/EX) |
| Biały                                                                 | Nie wystartował (NW) |
| Biały                                                                 | Kontuzjowany (K/INJ) |
| Biały                                                                 | Wyścig odwołany (OD/C) |
| Bez koloru                                                            | Został wycofany (WYC/WD) |
| Bez koloru                                                            | Nie przybył (NP/DNA) |
| Bez koloru                                                            | Nie brał udziału w treningach (NT/DNP) |
| Bez koloru                                                            | Nie został zgłoszony (–) |
| Pogrubienie                                                           | Start z pole position |
| Kursywa                                                               | Najszybsze okrążenie wyścigu |
| †                                                                     | Nie ukończył, ale jego rezultat został zaliczony ze względu na przejechanie więcej niż 90% dystansu wyścigu.                              |
| *                                                                     | Sezon w trakcie |
| 1/2/3                                                                 | Punktowana pozycja w sprincie kwalifikacyjnym                                                                                             |
| Lista systemów punktacji Formuły 1                                    | |

| Rok  | Zespół                | Wyniki w poszczególnych eliminacjach | Wyniki w poszczególnych eliminacjach | Wyniki w poszczególnych eliminacjach | Wyniki w poszczególnych eliminacjach | Wyniki w poszczególnych eliminacjach | Wyniki w poszczególnych eliminacjach | Wyniki w poszczególnych eliminacjach | Wyniki w poszczególnych eliminacjach | Wyniki w poszczególnych eliminacjach | Wyniki w poszczególnych eliminacjach | Wyniki w poszczególnych eliminacjach | Wyniki w poszczególnych eliminacjach | Wyniki w poszczególnych eliminacjach | Wyniki w poszczególnych eliminacjach | Wyniki w poszczególnych eliminacjach | Wyniki w poszczególnych eliminacjach | Wyniki w poszczególnych eliminacjach | Wyniki w poszczególnych eliminacjach | Punkty | Pozycja |
| ---- | --------------------- | ------------------------------------ | ------------------------------------ | ------------------------------------ | ------------------------------------ | ------------------------------------ | ------------------------------------ | ------------------------------------ | ------------------------------------ | ------------------------------------ | ------------------------------------ | ------------------------------------ | ------------------------------------ | ------------------------------------ | ------------------------------------ | ------------------------------------ | ------------------------------------ | ------------------------------------ | ------------------------------------ | ------ | ------- |
| 2013 | Marussia Manor Racing | ESP                                  | ESP                                  | VAL                                  | VAL                                  | GBR                                  | GBR                                  | DEU                                  | DEU                                  | HUN                                  | HUN                                  | BEL                                  | BEL                                  | ITA                                  | ITA                                  | ARE                                  | ARE                                  |                                      |                                      | 0      | 29      |
| 2013 | Marussia Manor Racing | 21                                   | NU                                   | 20                                   | 20                                   | 21                                   | 17                                   | 19                                   | 25                                   | 23                                   | NU                                   | 18                                   | 17                                   | 20                                   | NU                                   | 20                                   | 24                                   |                                      |                                      | 0      | 29      |
| 2014 |                       | ESP                                  | ESP                                  | AUT                                  | AUT                                  | GBR                                  | GBR                                  | DEU                                  | DEU                                  | HUN                                  | HUN                                  | BEL                                  | BEL                                  | ITA                                  | ITA                                  | RUS                                  | RUS                                  | ARE                                  | ARE                                  | 0      | 25      |
| 2014 | Marussia Manor Racing | 15                                   | 16                                   | 17                                   | 13                                   | 19                                   | NU                                   | 20                                   | 19                                   | 24                                   | 21                                   | 14                                   | 13                                   | NU                                   | 16                                   | -                                    | -                                    | -                                    | -                                    | 0      | 25      |
| 2014 | Trident               | -                                    | -                                    | -                                    | -                                    | -                                    | -                                    | -                                    | -                                    | -                                    | -                                    | -                                    | -                                    | -                                    | -                                    | -                                    | -                                    | 19                                   | NU                                   | 0      | 25      |

### Podsumowanie
| Sezon     | Seria                                | Zespół                    | Wyścigi | Zwycięstwa | PP | NO | Punkty | Poz. koń. |
| --------- | ------------------------------------ | ------------------------- | ------- | ---------- | -- | -- | ------ | --------- |
| 2012      | Brytyjska Formuła Ford               | Cullen Motorsport         | 31      | 0          | 0  | 0  | 324    | 6         |
| 2012      | Europejska Formuła Ford              | Cullen Motorsport         | 12      | 0          | 0  | 0  | 0      |           |
| 2012      | Formuła Renault BARC                 | Cullen Motorsport         | 2       | 0          | 0  | 0  | 5      | 34        |
| 2012      | Formuła Renault BARC (edycja zimowa) | Cullen Motorsport         | 2       | 0          | 0  | 0  | 30     | 12        |
| 2013      | Seria GP3                            | Marussia Manor Racing     | 16      | 0          | 0  | 0  | 0      | 29        |
| 2013      | Toyota Racing Series                 | M2 Competition            | 6       | 0          | 0  | 0  | 122    | 19        |
| 2013/2014 | MRF Challenge - Formula 2000         |                           | 13      | 0          | 0  | 0  | 21     | 9         |
| 2014      | Seria GP3                            | Marussia Manor Racing     | 16      | 0          | 0  | 0  | 0      | 25        |
| 2014      | Seria GP3                            | Trident                   | 16      | 0          | 0  | 0  | 0      | 25        |
| 2014/2015 | MRF Challenge - Formula 2000         | –                         | 12      | 0          | 0  | 0  | 174*   | 2*        |
| 2015      | Porsche Supercup                     | Verva Lechner Racing Team | 7       | 0          | 0  | 0  | 10     | 18        |
| 2015      | 2014/15 MRF Challenge - Formula 2000 |                           | 12      | 3          | 2  | 2  | 174    | 2         |
| 2015      | Brytyjski Puchar Porsche Carrera     | G-Cat Racing              | 10      | 0          | 0  | 0  | 40     | 14        |